# Ludwig Adolph Timotheus Radlkofer
Ludwig Adolph Timotheus Radlkofer ( Múnich, 19 de diciembre de 1829 - ibíd. 16 de febrero de 1927 ) fue un médico y destacado taxónomo, micólogo, algólogo alemán, profesor de Botánica de la Universidad de Múnich.
Radlkofer se graduó en Física en 1854 y comenzó su PhD en Botánica en Jena al año siguiente, llegando a ser profesor en esta materia desde 1859 y director del jardín botánico y herbario del Palacio de Nymphenburg. Fue nombrado director del Museo Botánico en 1892. Distinguido como profesor emérito en 1913. Murió en 1927 en el mismo cuarto en que nació.
Sus principales trabajos trataron sobre la familia Sapindaceae. Sus colecciones de plantas provenientes de todo el mundo se encuentran en Múnich.

## Otras publicaciones
- 1859. Ueber Krystalle proteinartiger Körper pflanzlichen und thierischen Ursprungs : ein Beitrag zur Physiologie der Pflanzen und Thiere, zur Chemie und Physik der organischen Körper - Leipzig : Engelmann
- 1875. Monographie der Sapindaceen-Gattung Serjana - München : K. B. Akademie
- 1914. New Sapindaceae from Panama and Costa Rica - Washington: Smithson. Inst.
- 1887. Monographia generis Serjaniae supplementum : Ergänzungen zur Monographie der Sapindaceen Cattung Serjania - München
- 1886. Ueber die Arbeit und das Wirken der Pflanze - München: K. Hof- u. Univ.-Buchdr. v. Dr. C. Wolf & Sohn
- 1883. Über die Methoden in der botanischen Systematik insbesondere die anatomische Methode - München : Akademie

## Honores

### Epónimos
Género
- (Sapindaceae) Radlkofera Gilg[1]

Especies
- (Actinidiaceae) Saurauia radlkoferi Buscal.[2]

- (Anacardiaceae) Spondias radlkoferi Donn.Sm.[3]

- (Burseraceae) Canarium radlkoferi Perkins[4]

- (Caesalpiniaceae) Sclerolobium radlkoferi Rusby[5]

- (Cecropiaceae) Cecropia radlkoferiana (V.A.Richt. & V.A.Richt.) V.A.Richt.[6]

- (Celastraceae) Maytenus radlkoferiana Loes. ex Taub.[7]

- (Connaraceae) Rourea radlkoferiana K.Schum.[8]

- (Connaraceae) Santaloides radlkoferiana G.Schellenb.[9]

- (Euphorbiaceae) Croton radlkoferi Pax & K.Hoffm.[10]

- (Euphorbiaceae) Euphorbia radlkoferi Oudejans[11]

- (Fagaceae) Quercus radlkoferiana Trel.[12]

- (Greyiaceae) Greyia radlkoferi Szyszył.[13]

- (Fabaceae) Sclerolobium radlkoferi Rusby[14]

- (Malpighiaceae) Acmanthera radlkoferi Kuntze[15]

- (Myrsinaceae) Jubilaria radlkoferi Mez[16]

- (Myrsinaceae) Loheria radlkoferi Merr.[17]

- (Polygalaceae) Polygala radlkoferi Chodat[18]

- (Rutaceae) Euodia radlkoferiana Lauterb.[19]

- (Sapindaceae) Cupania radlkoferi Acev.-Rodr.[20]

- (Sapindaceae) Macphersonia radlkoferi Choux[21]

- (Sapindaceae) Pappea radlkoferi Schweinf. ex Penz.[22]

- (Sapindaceae) Toulicia radlkoferi Ferrucci[23]

- (Sapotaceae) Omphalocarpum radlkoferi Baill.[24]

- La abreviatura «Radlk.» se emplea para indicar a Ludwig Adolph Timotheus Radlkofer como autoridad en la descripción y clasificación científica de los vegetales.[25]

## Fuente
- Botanists at Munich University (en inglés)